# Tibor Csík
Tibor Csík (Jászberény, Hungría; 2 de septiembre de 1927 – Sídney, Australia; 22 de junio de 1976) fue un boxeador húngaro, ganador de la medalla de oro del peso gallo en los Juegos Olímpicos de Londres 1948.

## Biografía

### Trayectoria como boxeador
Tibor Csík nació en el seno de una familia humilde de Jászberény. Empezó a boxear como peso pluma, pasando posteriormente a pelear como peso gallo. Como amateur fue campeón nacional húngaro en 1946 y 1948. Ese último año logró el mayor éxito de su carrera al ganar la medalla de oro en los Juegos Olímpicos de Londres. Csík se benefició de la descalificación de su primer oponente y de la retirada por lesión de su adversario en cuartos de final, Jimmy Carruthers, para acceder a semifinales, donde batió por decisión a Juan Venegas. También por puntos ganó la final contra el italiano Giovanni Zuddas.

### Tras la retirada
Participó en la Revolución húngara de 1956 y, tras la victoria soviética, se vio obligado a exiliarse. Se afincó en Australia donde residió hasta su muerte en 1976. 